# N-back
Der n-back-Test ist ein rechnergestützter psychologischer Test (Dauerbelastungstest), der verwendet wird, um bei Methoden der Hirntomografie die Gehirnaktivitäten des Probanden zu stimulieren; er wurde von Kirchner im Jahre 1958 vorgestellt.

## Der Test
Dem Probanden wird eine Abfolge von Reizen präsentiert. Die Aufgabe besteht darin, anzuzeigen, wenn der gegenwärtige Reiz mit dem Reiz übereinstimmt, der in der Reihe n Schritte vorher vorkam. Der Faktor n kann angepasst werden, um die Aufgabe schwerer oder leichter zu machen.
Bei einem 3-back-Audiotest kann die Liste der Buchstaben, die gehört werden, etwa folgendermaßen aussehen:
 T L H C H S C C Q L C K L H C Q T R R K C H R
Der Proband soll eine Taste drücken, wenn die hier in der Liste hervorgehobenen Buchstaben vorgelesen werden, da sie bereits drei Schritte vorher vorgelesen wurden.

## Dualn-back
Der dual-task-n-back-Test wurde von Susanne Jaeggi u. a. im Jahr 2003 vorgeschlagen.  In dieser Variation werden zwei unabhängige Stimuli gleichzeitig präsentiert, typischerweise von unterschiedlicher Qualität, wie etwa auditiv und visuell.
2008 veröffentlichten Jaeggi et al., dass ein Training in Form wiederholter Ausführung des dual-task-n-back-Tests, das erwartungsgemäß zu Verbesserungen im Testergebnis führt, auch zu einer Verbesserung des Messwertes der fluiden Intelligenz führt. Dieses Ergebnis, das eine revolutionäre Erkenntnis wäre, ist seither stark umstritten. So konnten zwei Studien aus dem Jahr 2012 nicht zeigen, dass dual n-back-Training einen Effekt auf die fluide Intelligenz hat. Die Validität einer Metastudie der ursprünglichen Autoren, die auf der Grundlage von 20 Studien eine geringe Verbesserung des IQ von 3 bis 4 Punkten durch das Training ermittelte, wird aufgrund der geringen Probandenzahlen mehrerer der Studien ebenfalls bezweifelt.

## n-back-Software
Der Dual n-Back-Test kann online durchgeführt werden, auch auf vielen Java-fähigen Mobiltelefonen. Für Mac OS, Linux, und Microsoft Windows existiert eine freie, quelloffene Implementation namens Brain Workshop.